# Henrietta Constance Smithson
Henrietta Constance "Harriet" Smithson (Ennis, 18 de março de 1800 — Paris, 3 de março de 1854) foi uma atriz irlandesa que atuava em Paris, em peças de Shakespeare. 

## Carreira
Tornou-se conhecida não por seu talento como atriz, mas por ter sido a grande paixão do compositor Hector Berlioz, a fonte inspiradora para a obra Sinfonia Fantástica e sua primeira esposa.
Berlioz a conheceu em 1827, durante uma apresentação de Hamlet, em que ela atuava como Ofélia. A paixão foi imediata. Esse idílio durou seis anos, sem ser correspondido. Em 1833, finalmente ela se rende aos galanteios dele e se casam. Em 1834, Louis Berlioz nasce, fruto deste amor. Após muitos conflitos e desencontros, eles se separam em 1840. Em 3 de março de 1854 ela morre de ataque cardíaco, após longo sofrimento causado por ataques de apoplexia que sofreu em 1848 e a deixou paralítica.
Louis, filho de ambos, tornou-se marinheiro. Como comandante de uma embarcação, morre de febre amarela durante uma viagem em Havana, em 5 de junho 1867, aos 33 anos de idade.

## Papéis teatrais
| Ano  | Título                 | Personagem       | Dramaturgo                |
| ---- | ---------------------- | ---------------- | ------------------------- |
| 1814 | The Will               | Albina Mandevill | Frederick Reynolds        |
| 1816 | The School for Scandal | Lady Teazle      | Richard Brinsley Sheridan |
| 1816 | Laugh When You Can     | Mrs. Mortimer    | Frederick Reynolds        |
| 1816 | Lover's Vows           | Amelia           | Elizabeth Inchbald        |
| 1816 | The Mountaineers       | Floranthe        | George Coleman            |
| 1816 | The Stranger           | Mrs. Haller      | August von Kotzebue       |
| 1827 | Ben Nazir, the Saracen | Bathilda         | Thomas Colley Grattan     |